# Lion (Zvezdara)
Pour les articles homonymes, voir Lion (homonymie).
Lion (en serbe cyrillique : Лион) est un quartier de Belgrade, la capitale de la Serbie. Il est situé dans la municipalité de Zvezdara. En 2002, il comptait 5 509 habitants.

## Localisation
Lion est situé le long de la importante artère de Belgrade, le Bulevar kralja Aleksandra (le « Boulevard du roi Alexandre »). Il se trouve à 3,5 km au sud-est de Terazije, qui est considéré comme le centre de la capitale serbe. Il est bordé par les quartiers de Bulbulder au nord-est, de Đeram à l'ouest, de Lipov Lad au sud-ouest, de Denkova bašta au sud et de Cvetkova pijaca à l'est.

## Caractéristiques
Avant la Seconde Guerre mondiale, Lion était un important centre commerçant, situé sur le Bulevar, avec des tabacs, des épiceries, des librairies et de nombreuses boutiques d'artisanat. Le quartier tire son nom de la kafana Lion, ainsi nommée en hommage à la ville française de Lyon. Avant la guerre, cette kafana était un des lieux favoris des employés, des officiers et des professeurs du quartier et elle était réputée pour ses tournois de billard, d'échecs et de dominos ; chaque dimanche, les jeunes gens y venaient danser.
Aujourd'hui, le quartier est essentiellement résidentiel. Mais une zone commerçante s'est développée le long du Bulevar. On y trouve plusieurs écoles, le stade du FK Hajduk, qui peut accueillir 4 000 spectateurs, et le Théâtre Zvezdara, fondé en 1984.